# Lesbanese
Lesbanese est un documentaire anglophone de 26 minutes sur la vie lesbienne au Liban, réalisé par Alissar Gazal et sorti en Australie en 2008. Il suit le groupe des 8 membres de Helem qui ont fondé Meem, et aussi une adolescente de 17 ans nommée Luby. Luby est ouvertement lesbienne auprès de ses parents, qui l'acceptent pleinement.